# 東路道
東路道，中华民国初期行政区划名。
- 福建省東路道，1913年2月以清末福州道区域置，治闽侯（今福建省福州市），属福建省。辖闽侯、古田、屏南、闽清、长乐、连江、罗源、永泰、福清、霞浦、福鼎、宁德、寿宁、福安、平潭等县。辖区约当今福建省寿宁、周宁、屏南、古田、闽清等县以东，永泰、福清、平潭三市县以北地区。1914年6月改名闽海道。
- 奉天省東路道，民國二年1月，北京政府公布三個《劃一令》。次月，裁興鳳道，劃全省為中路道、東路道、西路道、南路道、北路道5道。1914年改名东边道。